# Jon Ander Garrido
Jon Ander Garrido Moracia (Bilbao, 9 ottobre 1989) è un ex calciatore spagnolo, di ruolo centrocampista.

## Carriera
Ha giocato nella prima e nella seconda divisione spagnola.